# Perth (Dakota du Nord)
Pour les articles homonymes, voir Perth.
La ville de Perth est située dans le comté de Towner, dans l’État du Dakota du Nord, aux États-Unis. Lors du recensement de 2020, sa population s’élevait à 6 habitants.

## Histoire
Perth a été fondée en 1897. De 1898 à 1904, elle a disposé d’un journal local, le Perth Journal.

## Démographie
| 1910 | 1920 | 1930 | 1940 | 1950 | 1960 |
| ---- | ---- | ---- | ---- | ---- | ---- |
| 221  | 218  | 153  | 145  | 124  | 73   |

| 1970 | 1980 | 1990 | 2000 | 2010 | 2020 |
| ---- | ---- | ---- | ---- | ---- | ---- |
| 44   | 20   | 22   | 13   | 9    | 6    |